# Kaplica Mariacka katedry w Linköping
Kaplica Mariacka – jedna z trzech kaplic istniejących w części apsydialnej katedry w Linköping. Urządzona w apsydzie środkowej. Uważana za najwykwintniejsze dzieło tzw. gotyku płomienistego na terenie Skandynawii.

## Historia
Już w XII-wiecznym kościele istniała kaplica wschodnia poświęcona Maryi. Z tamtego okresu zachowały się jej relikwie. Cześć oddawana Maryi nasiliła się z końcem średniowiecza. W diecezji Linköping kult maryjny wzmógł się za sprawą klasztoru w nieodległej Vadstenie i objawień św. Brygidy, zwłaszcza tych dotyczących zwiastowania:

Gdy usłyszałam słowa tych aniołów, poczułam najżarliwszą potrzebę uczczenia Matki Bożej, a moja dusza mówiła z miłością: Patrz, oto ja, niech się dzieje wola Twoja we mnie. Z tymi słowami począł się natychmiast mój Syn w łonie moim, ku niewysłowionej radości mej duszy i całej mej istoty.

Kult Maryjny wzmocnił również różaniec, odmawiany codziennie w kaplicy Mariackiej.

## Wyposażenie

### Ołtarz Mariacki

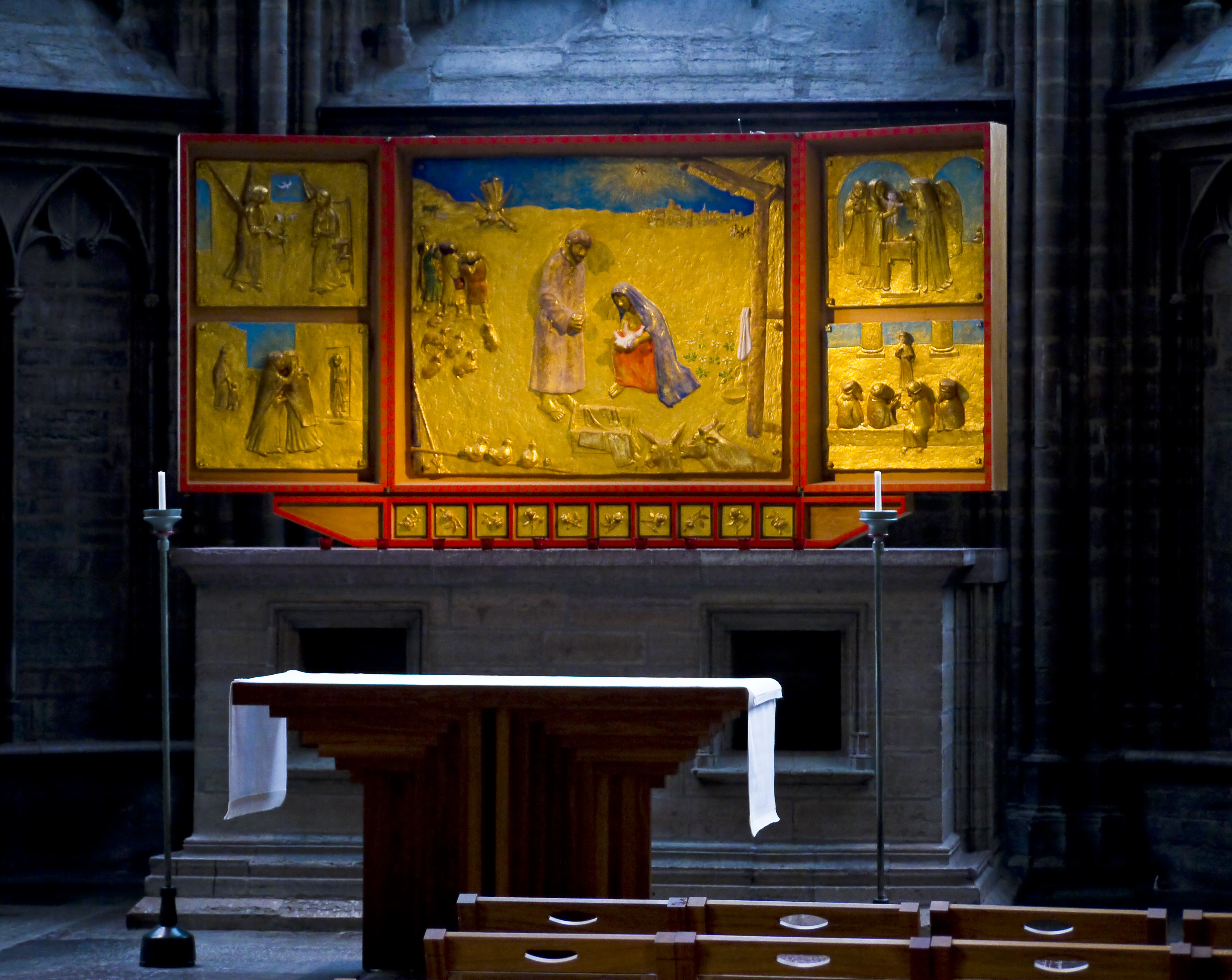
Ołtarz Mariacki

Ołtarz w kaplicy Mariackiej, poświęcony Maryi, jest dziełem szwedzkiego artysty Svena Lundqvista (ur. 1918). Został odlany z brązu techniką cire perdue i pozłocony. Poświęcono go w czwartą niedzielę Adwentu 1987 roku. Program ikonograficzny ołtarza przedstawia sceny z życia Maryi: Zwiastowanie, Nawiedzenie św. Elżbiety ((z lewej strony), Boże Narodzenie, Pokłon pasterzy, Objawienie Pańskie (w centrum), oraz Ofiarowanie Pańskie i Odnalezienie Jezusa w Świątyni (z prawej strony), Na predelli ołtarza umieszczonych jest dziesięć róż symbolizujących różaniec.

### Okno „Jungfru Marias blomster”

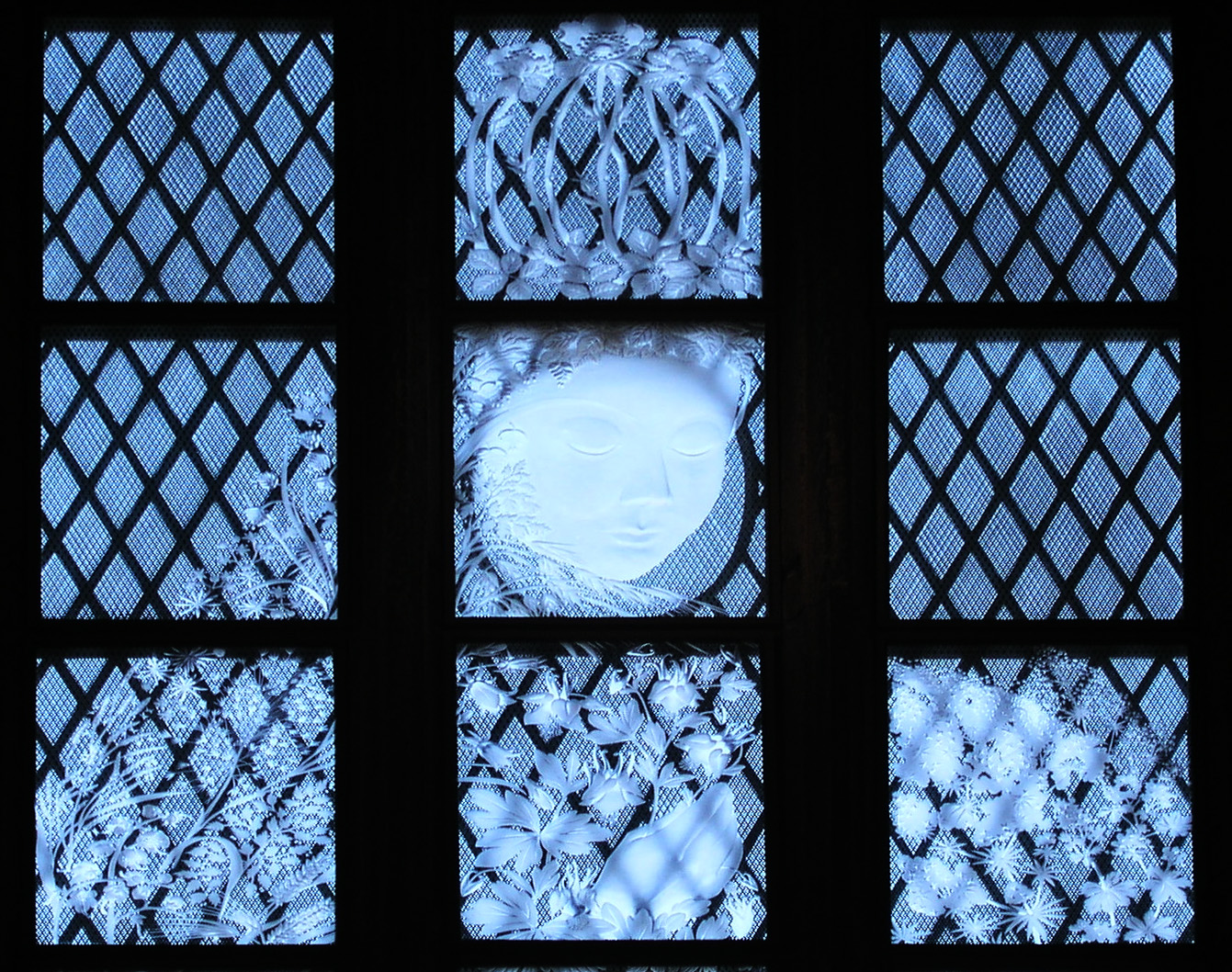
Okno Maryjne – twarz Maryi

Zamysł wypełnienia wysokich okien prezbiterium witrażami istniał od wielu lat, jednak z uwagi na brak funduszy oraz wyzwania architektoniczne – stworzenie dzieła nie zakłócającego przestrzeni i światła wewnątrz katedry, tak by kolorowe witraże nie zdominowały całej świątyni i dzieł sztuki wypełniających jej wnętrze – nie był realizowany. W latach 40. XX wieku jeden z lektorów katedralnych, Berhard Risberg przekazał darowiznę na rzecz witraży w obejściu. Darowizna, umiejętnie ulokowana, dała po latach pokaźną sumę. W latach 80. powrócono do dawnego pomysłu. Ogłoszono konkurs artystyczny, do którego zaproszono szwedzkich twórców. Jako temat przewodni dzieła zaproponowano sceny z życia Maryi. Przedstawione były różne propozycje, jednak brak pewności co do efektu końcowego przy zastosowaniu jaskrawych barw uniemożliwiał podjęcie ostatecznej decyzji. O konsultacje poproszono prof. Arnolda Wolffa z Kolonii, znawcę średniowiecznej architektury kościelnej, zajmującego się zagadnieniami restauracji. Było to niejako symboliczne nawiązanie do Kolonii, z której pochodził niegdyś jeden z budowniczych katedry, mistrz Gierlac. Prof. Wolff zaproponował zamiast jaskrawych barw witraży malarstwo monochromatyczne, tak by nie naruszać delikatnej gry świateł wewnątrz katedry. Jego sugestia została zaakceptowana. Nowe dzieło, którego głównym tematem miał być nordycki motyw związany ze sztuką ludową – bukiet Najświętszej Maryi Panny (szw. Jungfru Marias blomster), miał powstać przy pomocy serii obrazów grawerowanych. Wykonania projektu podjęła się szwedzka malarka Lisa Bauer, zajmująca się już wcześniej sztuką witrażową. Jednak prace na tę skalę były przedsięwzięciem nowatorskim. Prace rozpoczęły się w 1988 i trwały 10 lat. Artystce pomagał rytownik Lars Börnesson. Ostateczne dzieło przedstawia twarz Maryi pośród kwiatów, w tym dwa jej atrybuty: lilię i różę. Delikatny rysunek witrażu jest zmienny w zależności od kąta padającego światła. Czasami blask światła dziennego sprawia wrażenie kropel deszczu na zmarszczkach liści, innym razem subtelny rysunek twarzy Maryi niknie w silnym świetle słonecznym, by za chwilę znów się pojawić. Na płaszczu Maryi znalazło się ok. 90 wyobrażeń szwedzkich roślin, przede wszystkim kwiatów, których nazwy, zaczerpnięte ze starej szwedzkiej etymologii ludowej, zawierają słowo ”Maryja” (”Najświętsza Panienka”) w nazwie lub też są z Maryją kojarzone, jak: kluczyki Maryi, buciki Maryi, rękawiczki Maryi czy siennik Maryi, ale są też i takie, już niezbyt znane, noszące bardzo poetyckie, ludowe nazwy: mydełko Maryi, ryż Maryi, rzęsy Maryi czy łzy Maryi:

Kwiaty „Maryjne”
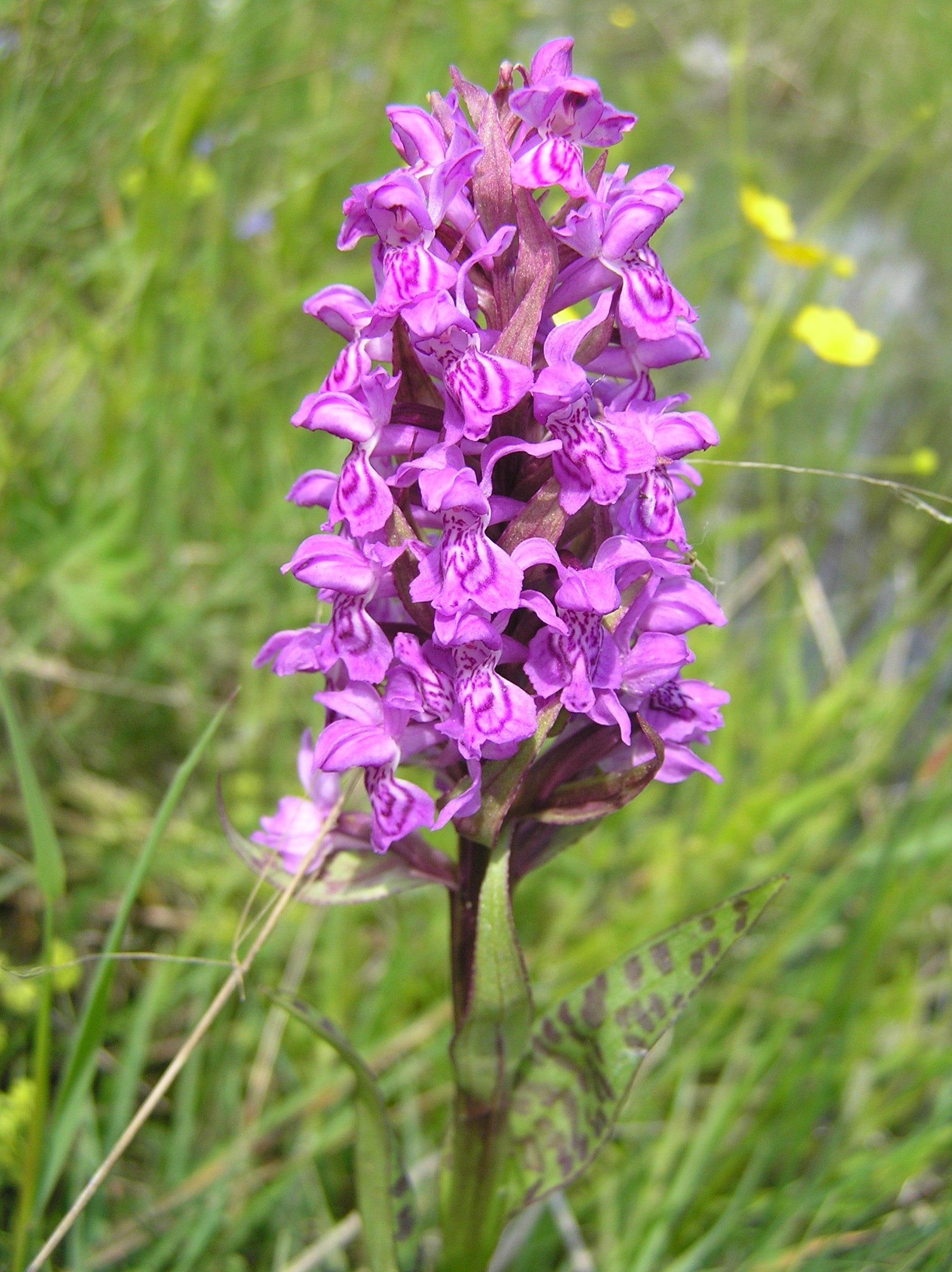
Jungfu Marie nycklar (kluczyki Maryi)
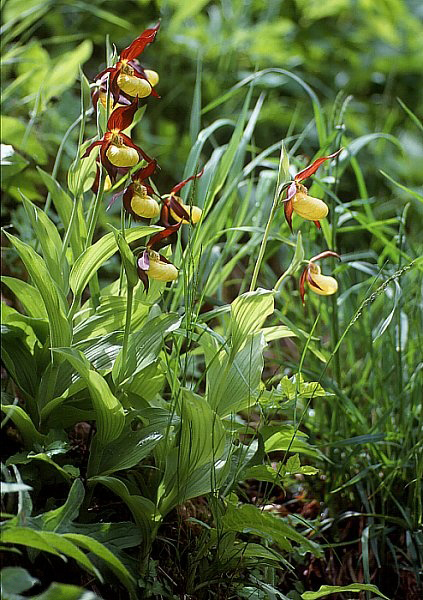
Jungfru Marie sko (buciki Maryi)
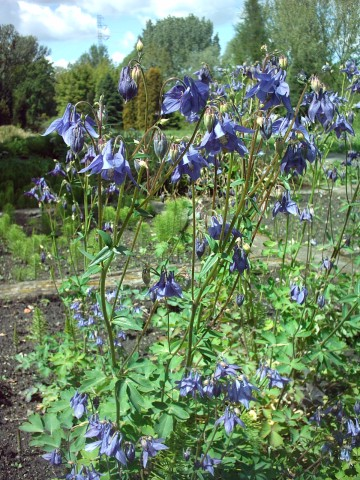
Jungfru Marie handskar (rękawiczki Maryi)
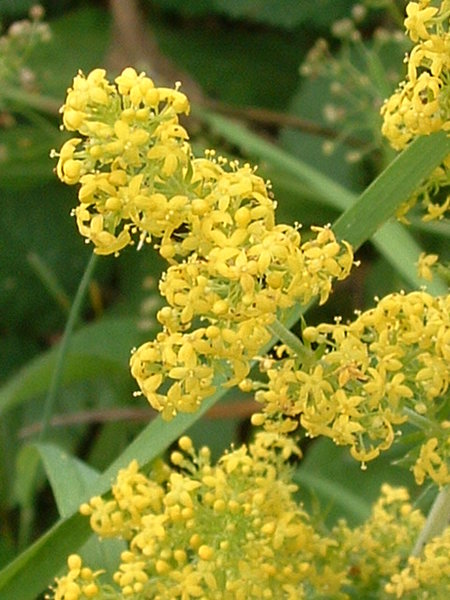
Jungfrumarie sänghalm (siennik Maryi)
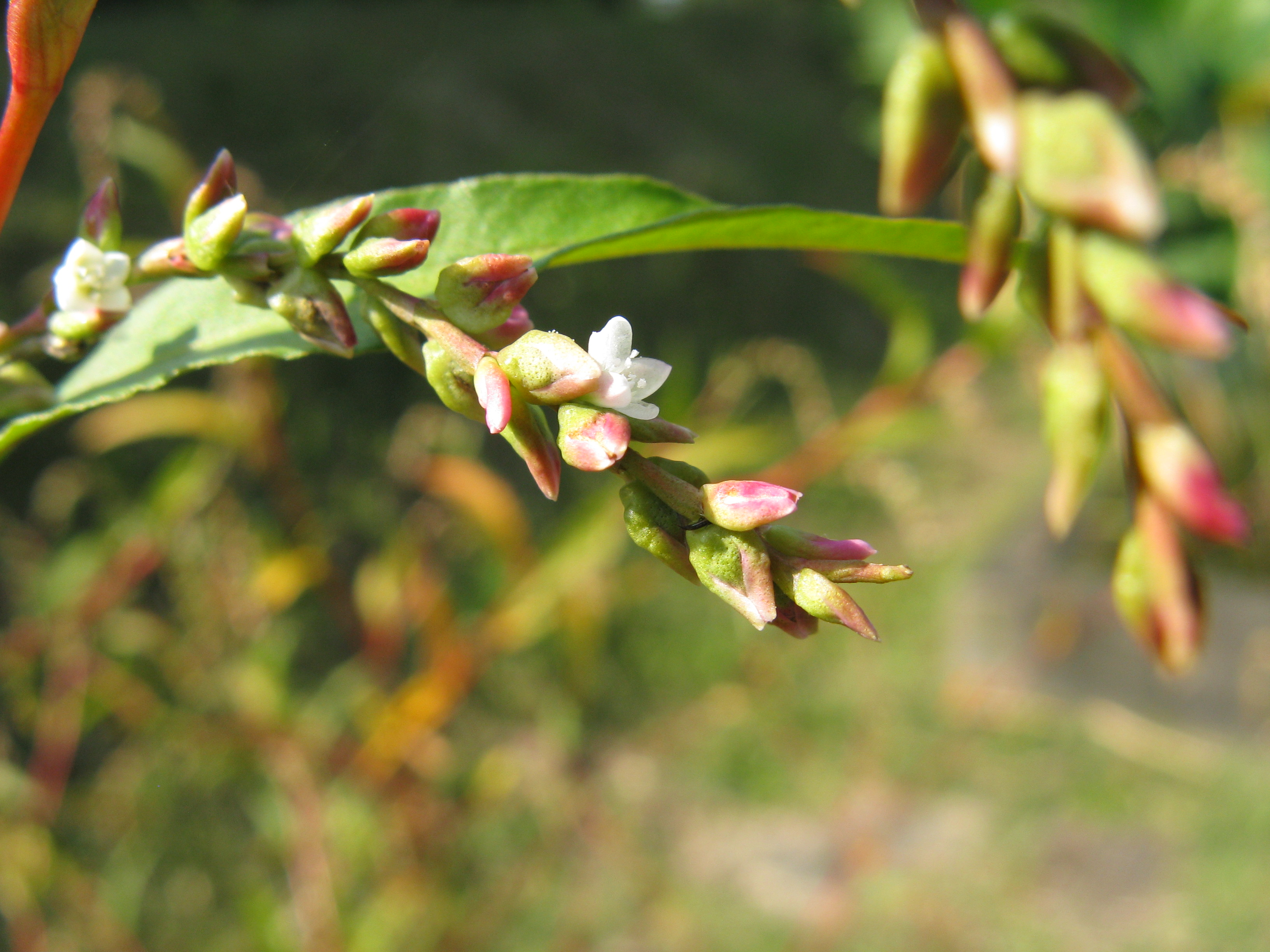
Jungfrutvål (mydełko Maryi)
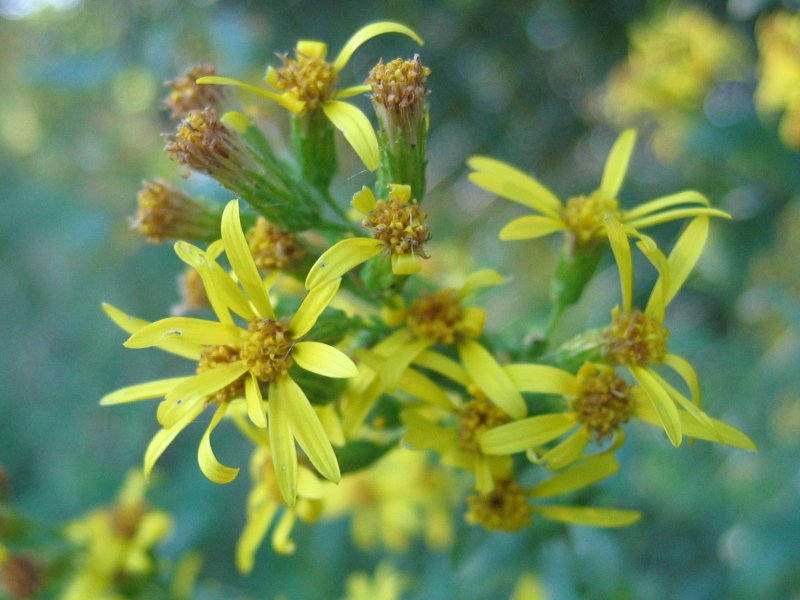
Jungfruris (ryż Maryi)
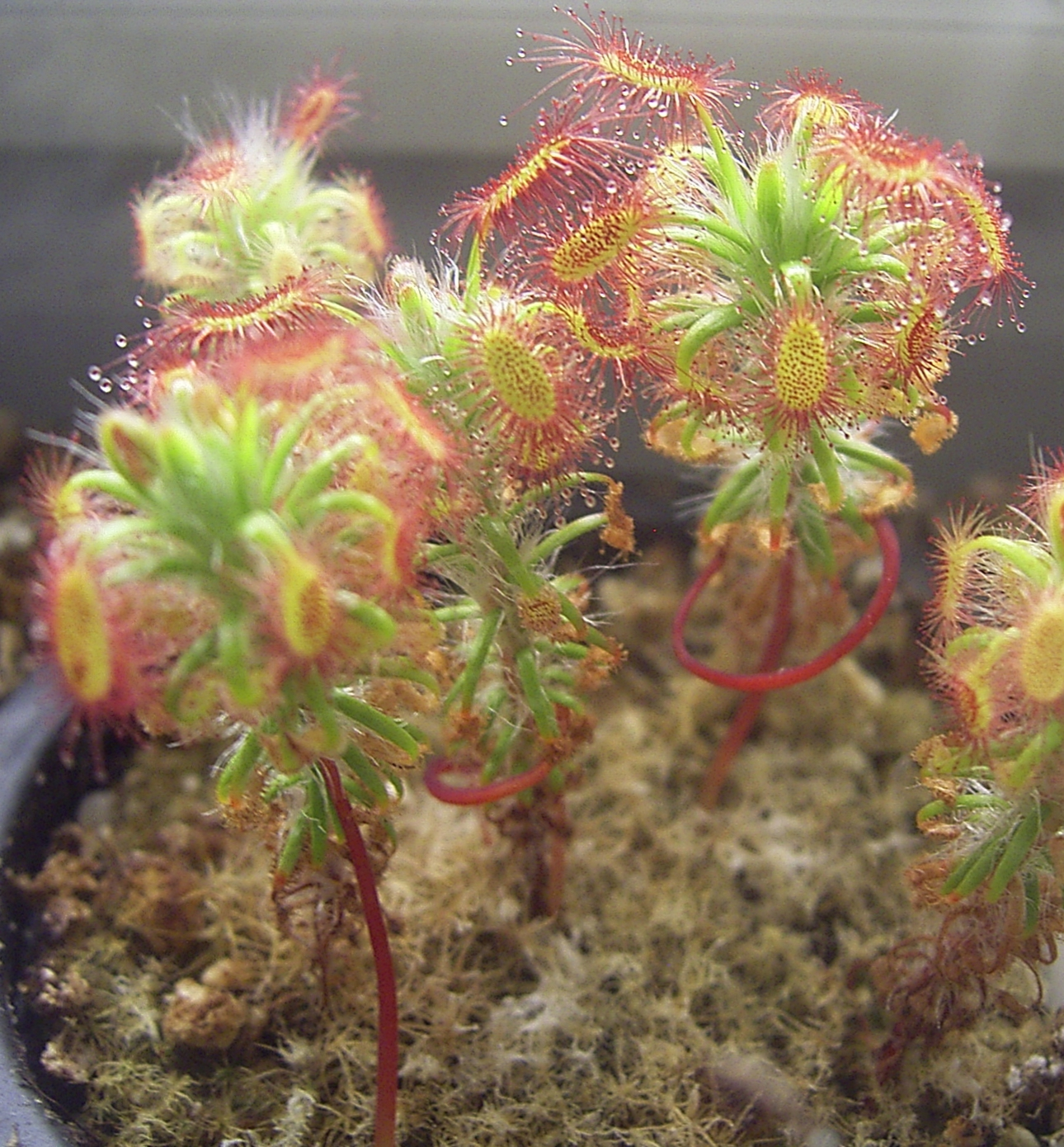
Jungfru Marias ögonhår (rzęsy Maryi)
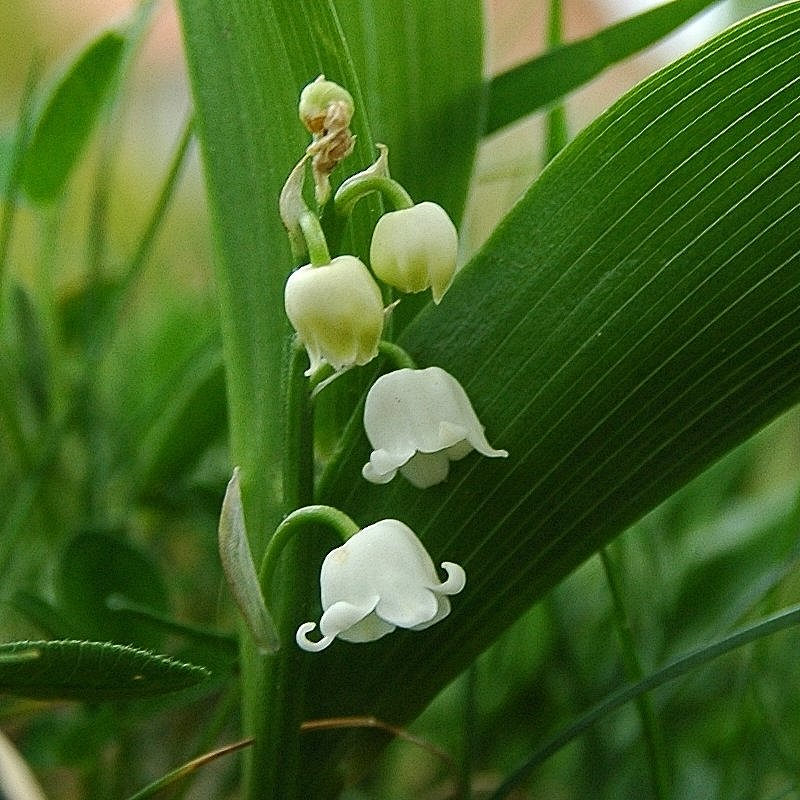
Jungfu Maries tårar (łzy Maryi)

Okno Mariackie stanowi największą zmianę w dekoracji wnętrza katedry od czasów średniowiecza. Jest też przypuszczalnie największym dziełem na świecie, wykonanym techniką grawerską.